# Shuiro no Kamen
Shuiro no Kamen (朱色の仮面?) es una serie de manga japonesa escrita por Dr.Poro e ilustrada por Nabana Naba. Se ha serializado en la revista de manga seinen de Shōnen Gahōsha, Young King OURs, desde febrero de 2021. Una adaptación de la serie al anime producida por 100studio ha sido anunciada.

## Contenido de la obra

### Manga
Escrito por el Dr. Poro e ilustrado por Nabana Naba, Shuiro no Kamen comenzó a serializarse en la revista de manga seinen de Shōnen Gahōsha, Young King OURs, el 27 de febrero de 2021. Sus capítulos individuales se han recopilado en siete volúmenes tankōbon hasta la fecha.
La serie está licenciada digitalmente en inglés por Orange Inc.

#### Lista de volúmenes
| Volúmenes de manga publicados | Volúmenes de manga publicados | Volúmenes de manga publicados |
| Número                        | Fecha de lanzamiento          | ISBN                          |
| ----------------------------- | ----------------------------- | ----------------------------- |
| 1                             | 30 de agosto de 2021          | ISBN 978-4-7859-6982-0        |
| 2                             | 28 de febrero de 2022         | ISBN 978-4-7859-7089-5        |
| 3                             | 30 de noviembre de 2022       | ISBN 978-4-7859-7283-7        |
| 4                             | 30 de mayo de 2023            | ISBN 978-4-7859-7405-3        |
| 5                             | 26 de diciembre de 2023       | ISBN 978-4-7859-7573-9        |
| 6                             | 30 de mayo de 2024            | ISBN 978-4-7859-7675-0        |
| 7                             | 26 de diciembre de 2024       | ISBN 978-4-7859-7842-6        |

### Anime
Una adaptación de la serie al anime fue anunciada en la Anime Expo 2025. La serie está producida por 100studio y dirigida por Tetsuaki Watanabe, con Gai Hazako como asistente de dirección, Daisuke Ōhigashi manejando la composición de la serie, Hisashi Higashijima diseñando los personajes y Arisa Okehazama componiendo la música.